# صريح (اسم)
صريح هو اسم علم مذكر من أصل عربي، ومعناه هو الصافي الخالص البين الصادق، صريح النسب وصافي النسب المبين للأمور علنًا.

## وصلات خارجية
- موسوعة السلطان قابوس لأسماء العرب نسخة محفوظة 5 أبريل 2019 على موقع واي باك مشين.